# Calvaire Sainte-Anne (Scey-sur-Saône)
Pour l’article homonyme, voir Calvaire Sainte-Anne (Séneujols).
Le calvaire Sainte-Anne sur le chemin du défruitement est un calvaire situé à Scey-sur-Saône-et-Saint-Albin, en France.

## Localisation
Le calvaire est situé sur la commune de Scey-sur-Saône-et-Saint-Albin, dans le département français de la Haute-Saône.

## Historique
L'édifice, élevé durant le premier quart du 17e siècle, est classé au titre des monuments historiques en 1979.